# Billaea rufescens
Billaea rufescens là một loài ruồi trong họ Tachinidae.